# Omar Sampedro Bernardo
Omar Sampedro Bernardo (Avilés, 5 de juny de 1985) és un futbolista asturià, que ocupa la posició de davanter.

## Trajectòria
Després de passar per les categories inferiors del Real Oviedo i de l'Sporting de Gijón. Amb el juvenil sportinguista guanya, a la temporada 03/04, la Copa de Campions de la categoria. A l'any següent passa a l'Sporting de Gijón B, on marca 15 gols en 25 partits, i debuta amb el primer equip, que militava a la categoria d'argent.
Després d'una cessió al Zamora CF, a partir del 2006 es consolida a l'Sporting de Gijón, tot i que no assoleix fer-se un lloc fix com a titular. En el període 06/08, que culmina amb l'ascens dels asturians a Primera, el davanter disputa 60 partits (40 des de la suplència) i marca dos gols.
A la campanya 08/09 debuta a la màxima categoria, però tan sols apareix en dos ocasions. Acaba la temporada a les files del CE Castelló, on tampoc és titular.
L'estiu del 2009 recala a la SD Ponferradina, que milita a la Segona B.